# Sampling (musik)
En sampling är inom musik en digital ljudinspelning som kan spelas upp av en sampler. Inom hiphop och andra närliggande musikstilar är det vanligt att man samplar ljudstycken från andra låtar. En av de mest samplade låtarna genom tiderna är James Browns "Funky Drummer". En av de mest kända låtarna av Madonna på senare tid, "Hung Up", är samplad och även godkänd av Abba från deras låt "Gimme! Gimme! Gimme! (A Man After Midnight)".
Samplingsinlägg i miniformat kan också förekomma, kallade "musikaliska citat".

## Historik
Sampling är en av reggaemusikens hörnpelare. Från slutet av 1960-talet och framåt har, i takt med IT-utvecklingen på musikproduktionens område, så kallade "reggae riddims" – den grund i en reggaelåt som elbas, trummor, kompgitarr, percussion och övriga instrument som ingår i det spelande bandets rytmsektion bildar tillsammans – återanvänts gång på gång i nya låtar med nya melodier och sångare respektive discjockeyer. Även brottstycken av en tidigare sångares röst kan samplas. I Damian Marleys grammybelönade låt "Welcome to Jamrock" (2005) har både riddim, som kallas "World Jam", och den ursprungliga sångaren Ini Kamozes röst från 1984 "World-A-Music", där Kamoze ropar "Out in the street they call it murder!" samplats och lagts in. Under 1970-talet var musikproducenter som Lee "Scratch" Perry ute och samlade musik; han spelade in kors råmande, babyskrik, flaskor som slogs mot varandra, ljud som fick färdas genom långa rör, m.m. Pratsjungande discjockeyer – så kallade toasters – började med detta stilgrepp på Jamaica i mitten av 1960-talet, och i takt med att reggaen blev populärare och inspelningsutrustningen alltmer avancerad började man också spela in singlar och LP-skivor med dessa toasters och samplade ljud.
I USA gick hiphopen samma väg några år senare och sampling är en viktig del i uppbyggnaden av många hiphoplåtar. I dag används sampling i olika utsträckning inom en lång rad musikstilar, exempelvis reggae, dancehall, hiphop, modern dansmusik och elektronisk musik som house, triphop och drum and bass och även i poplåtar.

## Vikning
Vikning är det fenomen som gör att frekvenser i en samplad signal, som ligger över den så kallade Nyquistfrekvensen, istället för att få sin ursprungliga frekvens, när signalen analyseras eller återskapas, hamnar med lika stort avstånd under Nyquistfrekvensen, som den egentligen ligger över. Frekvensen viks ner. Detta kallas också aliasing. Signaler som uppvisar vikning sägs vara undersamplade.